# قشلاق سفيد (مقاطعة ديواندرة)
قشلاق سفيد (بالفارسية: قشلاق سفید) هي قرية تقع في قسم قراتورة الريفي (مقاطعة ديواندرة) في إيران. يقدر عدد سكانها بـ 90 نسمة بحسب إحصاء 2016.